# Javi Gracia
Javier Gracia Carlos (kiejtés: [ˈxaβi ˈɣɾaθja]; Pamplona, 1970. május 1. –) spanyol labdarúgó és labdarúgóedző, aki legutóbb, 2023-ban a Leeds United vezetőedzője volt.
A spanyol első-, és másodosztályban összesen 430 mérkőzésen szerepelt, 15 éves pályafutása során. Miután visszavonult elkezdett edzőként dolgozni, több spanyol, görög és orosz csapat menedzsere is volt, mielőtt 2018-ban kinevezte a Watford. A csapatot az FA-Kupa 2019-es döntőjébe vezette, ami mindössze a csapat második fináléja volt. Egy évvel később kirúgták, amit követően a Valencia csapatánál dolgozott, majd megnyerte a katari bajnokságot az asz-Szadd élén.

## Statisztika
Frissítve: 2023. március 18.
| Csapat           | -tól                | -ig                 | Eredmények | Eredmények | Eredmények | Eredmények | Eredmények | For.          |
| Csapat           | -tól                | -ig                 | M          | Gy         | D          | V          | Gy %       | For.          |
| ---------------- | ------------------- | ------------------- | ---------- | ---------- | ---------- | ---------- | ---------- | ------------- |
| Pontevedra       | 2007. március 20.   | 2008. június 30.    | 57         | 28         | 19         | 10         | 49,12      | [ 5 ]         |
| Cádiz            | 2008. július 11.    | 2010. január 9.     | 63         | 30         | 16         | 17         | 47,62      | [ 6 ]         |
| Villarreal B     | 2010. június 24.    | 2011. május 12.     | 38         | 14         | 5          | 19         | 36,84      | [ 7 ]         |
| Olimbiakósz Vólu | 2011. június 7.     | 2011. augusztus 24. | 4          | 3          | 1          | 0          | 75,00      |               |
| Kérküra          | 2011. november 14.  | 2012. március 28.   | 21         | 7          | 4          | 10         | 33,33      |               |
| Almería          | 2012. június 12.    | 2013. június 28.    | 50         | 28         | 9          | 13         | 56,00      | [ 8 ]         |
| Osasuna          | 2013. szeptember 4. | 2014. május 30.     | 39         | 10         | 11         | 18         | 25,64      | [ 9 ]         |
| Málaga           | 2014. május 30.     | 2016. május 24.     | 84         | 28         | 22         | 34         | 33,33      | [ 10 ]        |
| Rubin Kazany     | 2016. május 27.     | 2017. június 8.     | 34         | 13         | 8          | 13         | 38,24      | [ 11 ] [ 12 ] |
| Watford          | 2018. január 21.    | 2019. szeptember 7. | 66         | 25         | 13         | 28         | 37,88      | [ 13 ]        |
| Valencia         | 2020. július 27.    | 2021. május 3.      | 38         | 10         | 13         | 15         | 26,32      | [ 14 ]        |
| Asz-Szadd        | 2021. december 7.   | 2022. június 18.    | 22         | 16         | 2          | 4          | 72,73      |               |
| Leeds United     | 2023. február 21.   | napjainkig          | 5          | 2          | 1          | 2          | 40,00      |               |
| Karrier összesen | Karrier összesen    | Karrier összesen    | 519        | 213        | 123        | 183        | 41,04      | —             |

## Díjak és elismerések

### Játékosként
Lleida
- Segunda División: 1992–1993[15]

### Edzőként
Pontevedra
- Segunda División B: 2006–2007[16]

Cádiz
- Segunda División B: 2008–2009[17]

Watford
- FA-Kupa-ezüstérmes: 2018–2019[18]

Asz-Szadd
- Katari bajnok: 2021–2022[19]

Egyéni
- Premier League – A hónap edzője díj: 2018. augusztus[20]